# Cadillac, Gironde

Cadillac este o comună în departamentul Gironde din sud-vestul Franței. În 2009 avea o populație de 2.427 de locuitori.

## Evoluția populației
| An        | 1975  | 1982  | 1990  | 1999  | 2006  | 2009  |
| --------- | ----- | ----- | ----- | ----- | ----- | ----- |
| Populație | 3.340 | 2.961 | 2.582 | 2.365 | 2.427 | 2.427 |